# Cuộc đua tình ái
Cuộc đua tình ái (tên gốc tiếng Hindi: इश्क़ में मरजावाँ, hay Ishq Mein Marjawan 2) là một phim truyền hình của Ấn Độ và là phần tiếp theo của Cô dâu thế tội do Yash A Patnaik sản xuất. Phim được các diễn viên Helly Shah, Vishal Vashishtha & Rrahul Sudhir đảm nhận. Phim được phát sóng lần đầu tiên trên Colors TV vào ngày 13/7/2020 và kết thúc vào ngày 13/3/2021. Sau đó chuyển sang phát trực tuyến kỹ thuật số trên Voot Select với một phim ngoại truyện mang tên Ishq Mein Marjawan 2: Naya Safar từ ngày 15 tháng 3 năm 2021. Tại Việt Nam phim được phát sóng độc quyền trên kênh TodayTV vào lúc 21:00 từ thứ hai đến thứ bảy hàng tuần, bắt đầu từ ngày 13/7/2021 đến ngày 13/4/2022.

## Tổng quan
| Mùa | Mùa | Số tập | Ngày phát sóng (Ấn Độ) | Ngày phát sóng (Ấn Độ) |
| Mùa | Mùa | Số tập | Bắt đầu                | Kết thúc               |
| --- | --- | ------ | ---------------------- | ---------------------- |
|     | 1   | 475    | 20 tháng 9 năm 2017    | 28 tháng 6 năm 2019    |
|     | 2   | 313    | 13 tháng 7 năm 2020    | 5 tháng 7 năm 2021     |
|     | 3   | 155    | 31 tháng 1, 2022       | 2 tháng 9, 2022        |

## Diễn viên

### Chính
- Helly Shah trong vai Riddhima, nhà vật lí trị liệu và cũng là người tổ chức sự kiện bán thời gian, vợ của Vansh, hôn thê cũ của Kabir
- Rrahul Sudhir trong vai Vansh Raisinghania, một doanh nhân điều hành đường dây buôn lậu lớn nhất Ấn Độ, chồng của Riddhima
- Vishal Vashishtha trong vai Kabir Sharma, 1 viên cảnh sát xảo quyệt, con trai ruột của Anupriya, hôn phu cũ của Riddhima

### Phụ
- Zayn Ibad Khan trong vai Angre: chồng của Ishani, nhân viên trung thành và cánh tay phải đắc lực của Vansh.
- Manasvi Vashist trong vai Aryan raisehania: con trai của Rudra và Chanchal; em họ của Vansh, Ishani và Sia; em họ kế của Kabir.
- Khalida Jaan trong vai Anupriya raisehania: vợ thứ hai của Ajay; mẹ của Kabir; mẹ vợ của Riddhima; mẹ kế của Vansh, Ishani và Sia; Daima (giả)
- Chandni Sharma trong vai Ishani raisehania: vợ của Angre; con gái riêng của Anupriya; em gái của Vansh và chị gái Sia; chị họ của Aryan; chị kế của Kabir; hôn thê cũ của Sunny.
- Meenakshi Sethi trong vai Indirani raisehania: mẹ của Ajay và Rudra; là bà của Vansh, Sia, Ishani và Aryan.
- Nikita Tiwari trong vai Sia raisehania: con riêng của Anupriya; em gái của Vansh và Ishani; chị họ của Aryan; chị kế của Kabir.
- Geetu Bawa trong vai Chanchal Rudra raisehania: vợ của Rudra; mẹ của Aryan.
- Jay Zaveri trong vai Rudra Raisinghania: con trai của Chandrika; anh trai của Ajay; chồng của Chanchal; cha của Aryan (bị Anupriya giết).
- Mohit Sinha trong vai Pingle: Bạn của Kabir và là một đặc vụ.
- Rajat Swani trong vai Mishra: trợ lý của Kabir.
- Sushmita Banik trong vai Ragini: vị hôn thê cũ của Vansh.
- Aashcharya Vikas trong vai Chitwan: một tiểu thuyết gia là anh trai của Chanchal.
- Muohit Joushi trong vai Sunny: Hôn phu cũ của Ishani.
- Sushma Murudkar trong vai Mrs. D'Souza: Quản gia của VR Mansion
- Smita Sharan trong vai Sejal: bạn thời thơ ấu của Riddhima.
- Mansi Srivastava trong vai Aahana: vị hôn thê giả của Kabir; vợ giả của Vansh.

### Sự xuất hiện đặc biệt của các diễn viên khách mời
- Madhurima Tuli trong vai Neha: một mật vụ và là đồng nghiệp của Kabir,
- Bhavya Katri trong vai Uma Raisinghania: vợ đầu của Ajay; mẹ ruột của Vansh, Ishani và Sia.
- Mihir Mishra trong vai Ajay Raisinghania: con trai của Chandrika, anh trai của Rudra, chồng của Uma và Anupriya, cha của Vansh, Ishani và Sia (2021)
- Jigyasa Singh trong vai Heer Singh trong Hai số phận
- Mahima Makwana trong vai Rani Dave Reshammiya trong Shubharambh.
- Nimrit Kaur Ahluwalia trong vai Meher Kaur Gill trong Choti Sarrdaarni.
- Riya Sharma trong vai Mayura Dubey từ Pinjra Khoobsurti Ka.
- Sahil Uppal trong vai Omkaar Shukla từ Pinjra Khoobsurti Ka.

## Sản xuất

### Quay phim
Vào ngày 24 tháng 9 năm 2020, quá trình quay phim bị tạm dừng vài ngày khi nhân vật chính Rrahul Sudhir có kết quả xét nghiệm dương tính với COVID-19. Nhưng sau đó báo cáo kết quả xét nghiệm âm tính và việc quay phim lại tiếp tục sau đó.

### Phát hành
Teaser ra mắt phim đầu tiên được phát hành vào ngày 22 tháng 1 năm 2020, teaser thứ hai phát vào ngày 10 tháng 3 năm 2020. Teaser thứ hai tiết lộ rằng loạt phim sẽ được công chiếu vào ngày 30 tháng 3 năm 2020. Tuy nhiên, do đại dịch COVID-19, nó đã bị hoãn lại cho đến ngày 13 tháng 7 năm 2020.